# Gunung Baru
Gunung Baru is een bestuurslaag in het regentschap Nias Barat van de provincie Noord-Sumatra, Indonesië. Gunung Baru telt 1176 inwoners (volkstelling 2010).